# 박지현 (바둑 기사)
박지현(朴只玹, 2005년 7월 6일 ~ )은 대한민국의 바둑 기사이다. 2020년 7월 20일 제 14회 영재입단대회를 통해 입단하였다. 2024년 1월 현재 한국기원 공식 랭킹은 58위로 동갑내기인 한우진과 더불어 한국바둑을 이끌어갈만한 신예로 주목받고 있다.

## 약력
광주광역시 출신으로 부모의 권유로 처음 바둑을 접했고 서울로 상경하여 양천대일 바둑도장과 한종진 바둑도장을 거쳐 충암바둑도장에서 류동완, 류민형 사범 등의 바둑 지도를 받았다. 2018년 제4회 일요신문배 전국 중고생 바둑왕전 중등 최강부에서 우승을 차지했고, 2019년 제1회 대통령배 전국바둑대회 중등부에서도 우승했다. 2020년 제14회 영재입단대회에서 최민서와 함께 입단했다.  2023년에 6단으로 승단했다. 2023년 9월 16일 제 11기 하찬석국수배 영재최강전 결승에서 원제훈 3단에게 272수만에 흑 2집반승하며 우승을 차지했다. 2023년 12월 5일 김인 9단의 후학 양성 기부금으로 열린 김인 국수배 유소년 최강전 결승에서 권효진 6단에게 196수 만에 백 불계승으로  우승을 차지해 신예 최강에 올랐다. 2023년 9월 18일 명인전에서 한국 랭킹 1위인 신진서 9단을 157수만에 흑불계승으로 꺾고 승자조 3회전에 올라 명인전 최대의 이변을 만들어냄과 동시에 신예로서 자신의 이름을 알리는 계기가 되었다. 2023년 바둑대상 시상식에서 남자최우수신인상을 수상하였다